# Ghiacciaio Darkowski
Il ghiacciaio Darkowski è un ghiacciaio lungo circa 11 km situato nella regione centro occidentale della Dipendenza di Ross, nell'Antartide orientale. Il ghiacciaio, il cui punto più alto si trova a circa 2200 m s.l.m., si trova in particolare nella regione settentrionale della dorsale Royal Society, sulla costa di Scott, dove fluisce verso nord, partendo dal versante nord-occidentale del monte Camel's Hump e scorrendo tra il monte Fuller, a ovest, e il monte Mignone, nella parte centrale dei promontori Cathedral, a est, fino a unire il proprio flusso a quello del ghiacciaio Ferrar.

## Storia
Il ghiacciaio Darkowski è stato scoperto e mappato durante la Spedizione Discovery, condotta da 1901 al 1904 e comandata da Robert Falcon Scott, e così battezzato nel 1964 dal Comitato consultivo dei nomi antartici in onore del tenente Leon S. Darkowski, un cappellano della marina militare statunitense che passò l'inverno del 1957 presso la base di ricerca Little America V.